# Leichtathletik-Weltmeisterschaften 2023/Teilnehmer (Italien)
| Gelbes Symbol für Goldmedaillen mit stilisierten Olympischen Ringen | Graues Symbol für Silbermedaillen mit stilisierten Olympischen Ringen | Braundes Symbol für Bronzemedaillen mit stilisierten Olympischen Ringen |
| ------------------------------------------------------------------- | --------------------------------------------------------------------- | ----------------------------------------------------------------------- |
| 1                                                                   | 2                                                                     | 1                                                                       |

Der italienische Leichtathletikverband FIDAL hat für die Leichtathletik-Weltmeisterschaften 2023 in Budapest 78 Sportlerinnen und Sportler gemeldet.

## Medaillengewinner
| Medaille | Athlet                                                    | Disziplin   |
| -------- | --------------------------------------------------------- | ----------- |
| Gold     | Gianmarco Tamberi                                         | Hochsprung  |
| Silber   | Roberto Rigali Marcell Jacobs Lorenzo Patta Filippo Tortu | 4 × 100 m   |
| Silber   | Leonardo Fabbri                                           | Kugelstoßen |
| Bronze   | Antonella Palmisano                                       | 20 km Gehen |

## Ergebnisse

### Frauen

#### Laufdisziplinen
| Athletin                                                                      | Disziplin    | Vorlauf      | Vorlauf | Halbfinale  | Halbfinale | Finale       | Finale |
| Athletin                                                                      | Disziplin    | Zeit         | Platz   | Zeit        | Platz      | Zeit         | Platz  |
| ----------------------------------------------------------------------------- | ------------ | ------------ | ------- | ----------- | ---------- | ------------ | ------ |
| Zaynab Dosso                                                                  | 100 m        | 11,14 s =NR  | 3       | 11,19 s     | 7          | DNQ          | DNQ    |
| Dalia Kaddari                                                                 | 200 m        | 22,67 s SB   | 4       | 22,75 s     | 6          | DNQ          | DNQ    |
| Alice Mangione                                                                | 400 m        | 51,57 s      | 6       | DNQ         | DNQ        | –            | –      |
| Elena Bellò                                                                   | 800 m        | 2:00,36 min  | 22      | 1:59,61 min | 10         | DNQ          | DNQ    |
| Eloisa Coiro                                                                  | 800 m        | 2:01,38 min  | 39      | DNQ         | DNQ        | –            | –      |
| Ludovica Cavalli                                                              | 1500 m       | 4:03,81 min  | 22      | 4:02,83 min | 17         | 4:01,84 min  | 11     |
| Gaia Sabbatini                                                                | 1500 m       | 4:03,04 min  | 13      | DNF         | DNF        | –            | –      |
| Sintayehu Vissa                                                               | 1500 m       | 4:01,66 min  | 7       | DNQ         | DNQ        | –            | –      |
| Nadia Battocletti                                                             | 5000 m       | 14:41,78 min | 7       | –           | –          | 15:37,86 min | 16     |
| Ludovica Cavalli                                                              | 5000 m       | 15:32,95 min | 31      | –           | –          | DNQ          | DNQ    |
| Giovanna Epis                                                                 | Marathon     |              |         |             |            | 2:29:10 h    | 12     |
| Ayomide Folorunso                                                             | 400 m Hürden | 54,30 s      | 7       | 53,89 s     | 8          | 54,19 s      | 6      |
| Eleonora Marchiando                                                           | 400 m Hürden | 56,37 s      | 32      | DNQ         | DNQ        | –            | –      |
| Rebecca Sartori                                                               | 400 m Hürden | 54,82 s      | 14      | 55,98 s     | 22         | DNQ          | DNQ    |
| - Dalia Kaddari - Zaynab Dosso - Alessia Pavese - Anna Bongiorni              | 4 × 100 m    | 42,14 s      | 4       |             |            | 42,49 s      | 4      |
| - Ayomide Folorunso - Alessandra Bonora - Giancarla Trevisan - Alice Mangione | 4 × 400 m    | 3:23,86 min  | 6       |             |            | 3:24,98 min  | 7      |
| Eleonora Giorgi                                                               | 20 km Gehen  |              |         |             |            | 1:31:45 h    | 20     |
| Antonella Palmisano                                                           | 20 km Gehen  |              |         |             |            | 1:27:26 h    | Bronze |
| Valentina Trapletti                                                           | 20 km Gehen  |              |         |             |            | 1:32:57 h    | 22     |
| Nicole Colombi                                                                | 35 km Gehen  |              |         |             |            | 3:02:29 h    | 27     |
| Federica Curiazzi                                                             | 35 km Gehen  |              |         |             |            | 2:53:27 h    | 15     |
| Sara Vitiello                                                                 | 35 km Gehen  |              |         |             |            | 2:57:00 h    | 19     |

#### Sprung/Wurf
| Athletin          | Disziplin      | Qualifikation | Qualifikation | Finale     | Finale |
| Athletin          | Disziplin      | Weite/Höhe    | Platz         | Weite/Höhe | Platz  |
| ----------------- | -------------- | ------------- | ------------- | ---------- | ------ |
| Roberta Bruni     | Stabhochsprung | 4,35 m        | 29            | DNQ        | DNQ    |
| Elisa Molinarolo  | Stabhochsprung | 4,65 m        | 10            | 4 4,50 m   | 9      |
| Larissa Iapichino | Weitsprung     | 6,73 m        | 6             | 6,82 m     | 5      |
| Ottavia Cestonaro | Dreisprung     | 14,20 m       | 9             | 14,05 m    | 10     |
| Dariya Derkach    | Dreisprung     | 14,15 m       | 10            | 14,36 m    | 8      |
| Daisy Osakue      | Diskuswurf     | 61,31 m       | 12            | 61,13 m    | 12     |
| Sara Fantini      | Hammerwurf     | 73,28 m       | 6             | 73,85 m    | 6      |

### Männer

#### Laufdisziplinen
| Athlet                                                                                          | Disziplin        | Vorlauf     | Vorlauf | Halbfinale  | Halbfinale | Finale       | Finale |
| Athlet                                                                                          | Disziplin        | Zeit        | Platz   | Zeit        | Platz      | Zeit         | Platz  |
| ----------------------------------------------------------------------------------------------- | ---------------- | ----------- | ------- | ----------- | ---------- | ------------ | ------ |
| Samuele Ceccarelli                                                                              | 100 m            | 10,26 s     | 38      | DNQ         | DNQ        | –            | –      |
| Marcell Jacobs                                                                                  | 100 m            | 10,15 s     | 3       | 10,05 s     | 12         | DNQ          | DNQ    |
| Fausto Desalu                                                                                   | 200 m            | 20,49 s     | 23      | DNQ         | DNQ        | –            | –      |
| Filippo Tortu                                                                                   | 200 m            | 20,46 s     | 22      | DNQ         | DNQ        | –            | –      |
| Davide Re                                                                                       | 400 m            | 45,07 s     | 20      | 45,29 s     | 15         | DNQ          | DNQ    |
| Simone Barontini                                                                                | 800 m            | 1:45,21 min | 4       | 1:44,34 min | 10         | DNQ          | DNQ    |
| Francesco Pernici                                                                               | 800 m            | 1:45,89 min | 19      | DNQ         | DNQ        | –            | –      |
| Catalin Tecuceanu                                                                               | 800 m            | 1:45,31 min | 7       | 1:44,79 min | 17         | DNQ          | DNQ    |
| Pietro Arese                                                                                    | 1500 m           | 3:34,48 min | 13      | 3:33,11 min | 8          | DNQ          | DNQ    |
| Joao Bussotti                                                                                   | 1500 m           | 3:48,55 min | 55      | DNQ         | DNQ        | –            | –      |
| Ossama Meslek                                                                                   | 1500 m           | 3:35,12 min | 18      | DNQ         | DNQ        | –            | –      |
| Yemaneberhan Crippa                                                                             | 10.000 m         |             |         |             |            | 28:16,40 min | 12     |
| Yohanes Chiappinelli                                                                            | Marathon         |             |         |             |            | 2:11:12 h    | 11     |
| Eyob Faniel                                                                                     | Marathon         |             |         |             |            | DNF          | DNF    |
| Daniele Meucci                                                                                  | Marathon         |             |         |             |            | 2:11:06 h    | 10     |
| Hassane Fofana                                                                                  | 110 m Hürden     | 13,53 s     | 22      | 13,50 s     | 17         | DNQ          | DNQ    |
| Lorenzo Simonelli                                                                               | 110 m Hürden     | 13,50 s     | 20      | 13,69 s     | 22         | DNQ          | DNQ    |
| Mario Lambrughi                                                                                 | 400 m Hürden     | 49,05 s     | 19      | DSQ         | DSQ        | –            | –      |
| Alessandro Sibilio                                                                              | 400 m Hürden     | 49,50 s     | 28      | 48,43 s     | 9          | DNQ          | DNQ    |
| Ala Zoghlami                                                                                    | 3000 m Hindernis | 8:28,76 min | 25      | –           | –          | DNQ          | DNQ    |
| Osama Zoghlami                                                                                  | 3000 m Hindernis | 8:33,07 min | 31      | –           | –          | DNQ          | DNQ    |
| - Lorenzo Patta - Roberto Rigali - Filippo Tortu - Marcell Jacobs                               | 4 × 100 m        | 37,65 s     | 1       |             |            | 37,62 s      | Silber |
| - Lorenzo Benati - Riccardo Meli - Davide Re - Edoardo Scotti - Halbfinale: - Alessandro Siblio | 4 × 400 m        | 3:00:14 min | 7       |             |            | 3:01,23 min  | 7      |
| Andrea Cosi                                                                                     | 20 km Gehen      |             |         |             |            | 1:23:28 h    | 30     |
| Francesco Fortunato                                                                             | 20 km Gehen      |             |         |             |            | 1:19:01 h    | 11     |
| Massimo Stano                                                                                   | 20 km Gehen      |             |         |             |            | DNF          | DNF    |
| Andrea Agrusti                                                                                  | 35 km Gehen      |             |         |             |            | 2:30:32 h    | 15     |
| Matteo Giupponi                                                                                 | 35 km Gehen      |             |         |             |            | 2:34:58 h    | 20     |
| Riccardo Orsoni                                                                                 | 35 km Gehen      |             |         |             |            | 2:31:41 h    | 16     |
| Massimo Stano                                                                                   | 35 km Gehen      |             |         |             |            | 2:25:59 h    | 7      |

#### Sprung/Wurf
| Athlet            | Disziplin      | Qualifikation | Qualifikation | Finale     | Finale |
| Athlet            | Disziplin      | Weite/Höhe    | Platz         | Weite/Höhe | Platz  |
| ----------------- | -------------- | ------------- | ------------- | ---------- | ------ |
| Marco Fassinotti  | Hochsprung     | 2,28 m        | 6             | 2,20 m     | 12     |
| Stefano Sottile   | Hochsprung     | 2,22 m        | 26            | DNQ        | DNQ    |
| Gianmarco Tamberi | Hochsprung     | 2,28 m        | 9             | 2,36 m     | Gold   |
| Claudio Stecchi   | Stabhochsprung | 5,75 m        | 12            | 5,75 m     | 9      |
| Mattia Furlani    | Weitsprung     | 7,85 m        | 18            | DNQ        | DNQ    |
| Tobia Bocchi      | Dreisprung     | 16,66 m       | 13            | DNQ        | DNQ    |
| Emmanuel Ihemeje  | Dreisprung     | 16,91 m       | 7             | 16,91 m    | 8      |
| Leonardo Fabbri   | Kugelstoßen    | 20,74 m       | 12            | 22,34 m    | Silber |
| Zane Weir         | Kugelstoßen    | 21,82 m       | 2             | 19,99 m    | 11     |

### Mixed
| Athlet/in                                                                             | Disziplin | Vorlauf     | Vorlauf | Halbfinale | Halbfinale | Finale | Finale |
| Athlet/in                                                                             | Disziplin | Zeit        | Platz   | Zeit       | Platz      | Zeit   | Platz  |
| ------------------------------------------------------------------------------------- | --------- | ----------- | ------- | ---------- | ---------- | ------ | ------ |
| - Lorenzo Benati (m) - Ayomide Folorunso (w) - Riccardo Meli (m) - Alice Mangione (w) | 4 × 400 m | 3:14,56 min | 13      |            |            | DNQ    | DNQ    |